# Sharon Fajardo
Sharon Paola Fajardo Sierra (sinh ngày 7 tháng 11 năm 1989 tại Puerto Cortés) là một vận động viên bơi lội người Honduras, chuyên về các sự kiện tự do chạy nước rút. Cô đại diện cho quốc gia của mình Honduras tại Olympic mùa hè 2008, và đã sở hữu một kỷ lục Honduras từng ở cả hai 50 và 100 m tự do, mà cuối cùng đã được thiết lập bởi Julimar Avila trong năm 2013.
Fajardo đã nhận được lời mời toàn cầu từ FINA để thi đấu với tư cách là nữ vận động viên bơi lội đơn độc của Honduras trong môn tự do 50 m nữ tại Thế vận hội Mùa hè 2008 ở Bắc Kinh. Bơi như một người nhanh nhất trong năm nhiệt, Fajardo đã kéo đi với một nỗ lực tuyệt vời từ một cánh đồng thiêu đốt để đập vào tường đầu tiên trong một kỷ lục của người Trinidad và tốt nhất trọn đời là 27,19. Fajardo đã thất bại trong việc vào bán kết, khi cô đặt tổng thể năm mươi mốt trong số chín mươi hai người bơi trong các màn dạo đầu.